# Anne Ratte-Polle
Anne Ratte-Polle (n. 1974, Peheim, Molbergen) este o actriță germană.

## Date biografice și carieră
Anne Ratte-Polle a studiat la început la Universitatea din Münster, apoi s-a hotărât să înceapă actoria la Școala Superioară de Muzică și Teatru din Rostock. Primele roluri le are la Teatrul de Stat din Cottbus, la Volksbühne din Berlin și Casa teatrului din Düsseldorf. În 2001 obține premiul acordat tinerelor speranțe. În 2002 poate fi văzută pe scena teatrului din Hanovra unde joacă în piesele "Moartea lui Dante", "Macbeth" și "Medea". Pe lângă teatru a mai jucat în câteva filme ca "Die Nacht singt ihre Lieder" (2004) și "Willenbrock" (2005).

## Filmografie (selectată)
- 2000: Stunde des Wolfs
- 2000: Dr. Sommerfeld – Neues vom Bülowbogen: Abgerutscht
- 2000: Polizeiruf 110: Tote erben nicht
- 2001: Julietta
- 2001: Das verflixte 17.Jahr
- 2002: Abschnitt 40: Feiertage
- 2003: Ein Abend für Dora
- 2003: Geheime Geschichten
- 2003: Doppelter Einsatz: Einer stirbt immer
- 2003: Polizeiruf 110: Verloren
- 2003: Großstadtrevier: Ein Tag wie jeder andere
- 2004: Die Nacht singt ihre Lieder
- 2005: Willenbrock
- 2007: Auf Nummer sicher?
- 2007: Gegenüber
- 2008: UmdeinLeben
- 2008: Im Namen des Gesetzes: Unglaubwürdig
- 2008: Schimanski: Schicht im Schacht
- 2009: Der Tote im Spreewald
- 2009: Tatort: … es wird Trauer sein und Schmerz
- 2010: Shahada